# 原伸子
原 伸子（はら のぶこ、1951年 - ）は、日本の経済学者。法政大学経済学部教授、法政大学大原社会問題研究所所長（2012～15年度）。専門は経済理論、経済学説史。夫は法政大学経済学部教授の竹田茂夫。

## 来歴
1974年佐賀大学経済学部経済学科卒業。1980年九州大学大学院経済学研究科博士課程単位取得退学。九州大学助手を経て現職。
ソ連科学アカデミー東洋学研究所交換研究員、ベルリン自由大学客員研究員、ケンブリッジ大学客員研究員を歴任。経済学史学会、経済理論学会、社会政策学会、日本フェミニスト経済学会会員、ケンブリッジ大学クレアホール、ライフメンバー。

## 著書
- ア・ユ・チェプレンコ著、現代『資本論』論争（1989）共訳、大月書店
- シンポジウム『資本論』成立史（1989）共著、新評論
- ダンカン・フォーリー著、資本論を理解する-マルクスの経済理論 (1990) 共訳、法政大学出版局
- K.マルクス著『資本論草稿集９』（1994）共訳、大月書店
- 資本論体系第1巻（2000）共著、有斐閣
- 市場経済の神話とその変革ー<社会的なこと>の復権（2003）共著、法政大学出版局
- 市場とジェンダー-理論・実証・文化(2005) 共編著、法政大学出版局
- ハイエクのポリティカル・エコノミーー秩序の社会経済学（2006）共訳、法政大学出版局
- 現代経済と経済学〔新版〕（2007）共著、有斐閣
- 福祉国家と家族（2012）共編著、法政大学出版局
- 現代社会と子どもの貧困－福祉・労働の視点から（2015）共編著、大月書店
- ジェンダーの政治経済学ー福祉国家・市場・家族（2016）単著、有斐閣